# أنطونيو بيريرا
أنطونيو بيريرا هو لاعب كرة قدم وحكم كرة قدم برازيلي، ولد في 25 مايو 1957 في غويانيا في البرازيل.

## وصلات خارجية
- أنطونيو بيريرا على موقع Soccerway.com (الإنجليزية)
- أنطونيو بيريرا على موقع أوليمبيديا (الإنجليزية)